# Modelo de Heisenberg
El modelo de Heisenberg es un modelo de mecánica estadística usado en el estudio de puntos críticos y transiciones de fase en sistemas magnéticos, en los que los espines se tratan de manera mecano-cuántica. En el modelo de Ising prototípico, definido en una red d-dimensional, en cada punto de la red, un espín {\displaystyle \sigma _{i}\in \{\pm 1\}} representa un dipolo magnético microscópico en el que el momento magnético se dirige hacia arriba o hacia abajo. Excepto por el acoplamiento entre momentos dipolares magnéticos, existe también una versión multipolar del modelo de Heisenberg llamado de interacción de intercambio multipolar.

## Visión general
Por razones mecano-cuánticas, el acoplamiento dominante entre dos dipolos puede causar que los primeros vecinos tengan menores energías cuando están alineados. Bajo esta presunción (que las interacciones magnéticas solo ocurren entre dipolos adyacentes) el hamiltoniano se puede escribir en la forma
{\displaystyle {\hat {H}}=-J\sum _{j=1}^{N}\sigma _{j}\sigma _{j+1}-h\sum _{j=1}^{N}\sigma _{j}}
donde {\displaystyle J} es la constante de acoplamiento de un modelo unidimensional consistente en N dipolos, representados por vectores clásicos (o espines) σj, sujetos a la condición de contorno periódica {\displaystyle \sigma _{N+1}=\sigma _{1}}. El modelo de Heisenberg es un modelo más realista en el que se tratan los espines de forma mecano-cuántica, reemplazando el espín por un operador cuántico (matrices de Pauli de espín 1/2), y las constantes de acoplamiento {\displaystyle J_{x},J_{y},} y {\displaystyle J_{z}}. Así, en tres dimensiones, el hamiltoniano viene dado por
{\displaystyle {\hat {H}}=-{\frac {1}{2}}\sum _{j=1}^{N}(J_{x}\sigma _{j}^{x}\sigma _{j+1}^{x}+J_{y}\sigma _{j}^{y}\sigma _{j+1}^{y}+J_{z}\sigma _{j}^{z}\sigma _{j+1}^{z}+h\sigma _{j}^{z})}
donde la {\displaystyle h} en el lado derecho de la ecuación indica el campo magnético externo. Con condiciones de contorno periódicas, y con espín {\displaystyle s=1/2}, las matrices de espín vienen dadas por
{\displaystyle \sigma ^{x}={\begin{pmatrix}0&1\\1&0\end{pmatrix}}}
{\displaystyle \sigma ^{y}={\begin{pmatrix}0&-i\\i&0\end{pmatrix}}}
{\displaystyle \sigma ^{z}={\begin{pmatrix}1&0\\0&-1\end{pmatrix}}}
El hamiltoniano actúa por tanto sobre el producto tensorial {\displaystyle (\mathbb {C} ^{2})^{\otimes N}}, de dimensión {\displaystyle 2^{N}}. El objetivo es determinar es espectro del hamiltoniano, del cual se puede calcular la función de partición, pudiendo así estudiar la termodinámica del sistema.
Una versión simplificada del modelo de Heisenberg es el modelo de Ising unidimensional, donde el campo magnético transverso está dirigido en el eje x, mientras que la interacción se da solo en la dirección z:
{\displaystyle {\hat {H}}=-J_{z}\sum _{j=1}^{N}\sigma _{j}^{z}\sigma _{j+1}^{z}-gJ_{z}\sum _{j=1}^{N}\sigma _{j}^{x}}
Con g pequeña y g grande, la degeneración del estado fundamental es diferente, lo que implica que debe existir una transición de fase intermedia. Se puede resolver de forma exacta para el punto crítico usando el análisis de dualidad. La transición de dualidad de las matrices de Pauli es {\displaystyle \sigma _{i}^{z}=\prod _{j\leq i}S_{j}^{x}} y {\displaystyle \sigma _{i}^{x}=S_{i}^{z}S_{i+1}^{z}}, donde {\displaystyle S^{x}} y {\displaystyle S^{z}} son también matrices de Pauli que obedecen el álgebra de matrices de Pauli. Bajo condiciones de contorno periódicas, el hamiltoniano transformado se puede expresar en una forma muy similar:
{\displaystyle {\hat {H}}=-gJ_{z}\sum _{j=1}^{N}S_{j}^{z}S_{j+1}^{z}-gJ_{z}\sum _{j=1}^{N}S_{j}^{x}}
excepto por la {\displaystyle g} que multiplica al término de interacción de espín. Asumiendo que existe un único punto crítico, podemos concluir que la transición de fase ocurre en {\displaystyle g=1}.
En el caso de {\displaystyle J=J_{x}=J_{y}\neq J_{z}=\Delta }, se obtiene el modelo de Heisenberg XXZ. El modelo de Heisenberg de espín 1/2 en una dimensión puede resolverse de forma exacta usando el ansatz de Bethe. En la formulación algebraica, estos se relacionan con álgebras afines cuánticas particulares y con el grupo cuántico elíptico en los casos XXZ y XYZ respectivamente. Otras aproximaciones lo abordan sin el ansatz de Bethe.
La física del modelo de Heisenberg depende fuertemente del signo de la constante de acoplamiento {\displaystyle J} y de la dimensión del espacio. Para {\displaystyle J} positivos, el estado fundamental es siempre ferromagnético. Para {\displaystyle J} negativas, el estado fundamental es antiferromagnético en dos y tres dimensiones, es desde este estado fundamental desde el que se plantea el modelo de Hubbard. En una dimensión la naturaleza de las correlaciones en el modelo de Heisenberg antiferromagnético depende del espín de los dipolos magnéticos. Si el espín es entero, entonces solo se presenta interacción a corto rango. Un sistema de espines semienteros presenta interacción a rango cuasi-largo.

## Aplicaciones
- Otro objeto importante es la entropía de entrelazamiento. Una forma de describirla es subdividir el estado fundamental único en un bloque (varios espines secuenciales) y el resto del sistema (el resto del estado fundamental). La entropía del bloque puede considerarse como entropía de entrelazamiento. A temperatura nula en la región crítica (límite termodinámico) se relaciona logarítmicamente con el tamaño del bloque. Al aumentar la temperatura, la dependencia logarítmica se convierte en una función lineal. A altas temperaturas la dependencia lineal sigue la segunda ley de la termodinámica.

- El modelo de Heisenberg ofrece un ejemplo teórico importante y tratable para aplicar el grupo de renormalización de la matriz de densidad.